# ヘキサヒドロ-1,3,5-トリアジン

三置換ヘキサヒドロトリアジンの構造

ヘキサヒドロ-1,3,5-トリアジン(Hexahydro-1,3,5-triazine)は、化学式(CH2NH)3の複素環式化合物である。1,3,5-トリアジン [(CHN)3] の還元誘導体である。トリアザシクロヘキサン(triazacyclohexane)またはTACHとも呼ばれる。

## 生成
無置換の (CH2NH)3は、ヘキサメチレンテトラミンを作るためのホルムアルデヒドとアンモニアの縮合反応の中間体として検出される。N-置換誘導体はより安定である。N,N′,N′′-三置換ヘキサヒドロ-1,3,5-トリアジンは、ホルムアルデヒドと第一級アミンの縮合反応により生成する。
3 CH2O  +  3 MeNH2   →   (CH2NMe)3  +  3 H2O
C-置換誘導体は、アルデヒドとアンモニアの反応により得られる。
3 RCHO  +  3 NH3   →   (RCHNH)3  +  3 H2O
これらの化合物は、特徴的な結晶水を持つ。ヘミアミナールは、これらの縮合反応の中間体である。

爆薬トリメチレントリニトロアミン

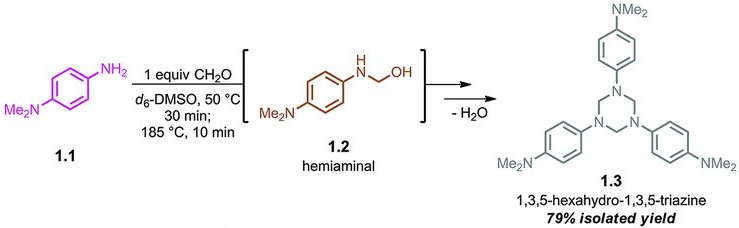
N,N-ジメチル-p-フェニレンジアミン (1.1) と当量のパラホルムアルデヒドの反応。ヘミアミナール (1.2) は、ヘキサヒドロトリアジン (1.3) に至る中間体である。

N,N′,N′′-トリアシルトリアジンは、環の3つの窒素原子にアシル基が結合したトリアジンである。これらのトリアシルトリアジンは、ヘキサメチレンテトラミンと酸塩化物の反応またはアミドとホルムアルデヒドの縮合により生じる。
トリアジンとは異なり、ヘキサヒドロ誘導体は配座柔軟性を持つ。

## 関連化合物と誘導体

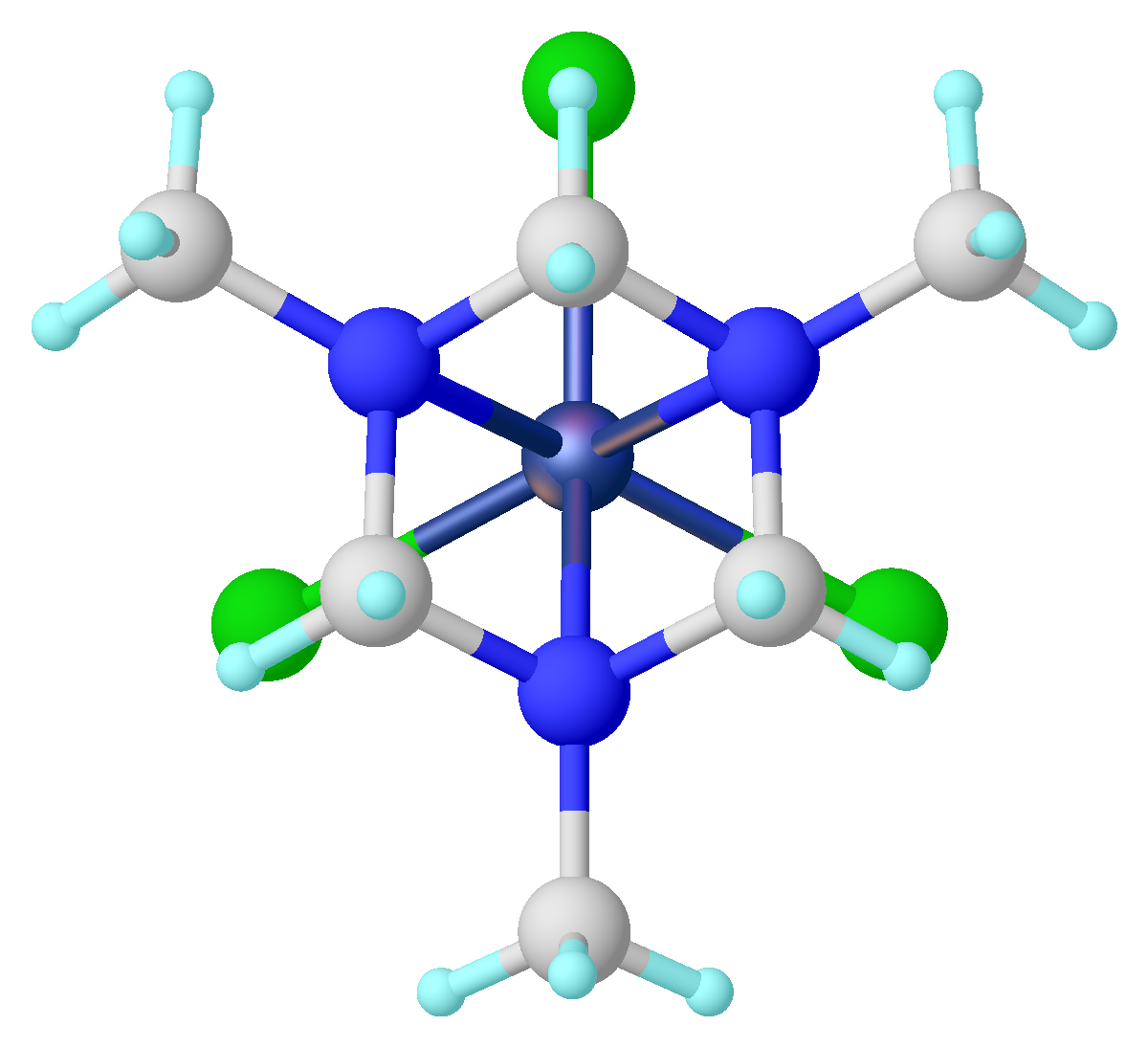
三回対称軸から見下ろした(Me_{3}TACH)ScCl_{3}の構造（青色 = N、緑色 = Cl、灰色 = C）

イソシアネートの三量体は、2,4,6-トリオキソヘキサヒドロ-1,3,5-トリアジンと呼ばれることがある。
N,N′,N′′-三置換ヘキサヒドロ-1,3,5-トリアジンは、三座配位子として働き、TACHと呼ばれる。例として、TACH配位子とヘキサカルボニルモリブデンから生成するMo(CO)3[(CH2)3(NMe)3]がある。
ヘキサヒドロ-1,3,5-トリアジンの重合体（ポリヘキサヒドロトリアジン）も合成されている。